# 九龙乡 (安岳县)
九龙乡，是中华人民共和国四川省资阳市安岳县曾经下辖的一个乡。2019年12月，撤销大平乡和九龙乡，设立大平镇，以原大平乡和原九龙乡所属行政区域为大平镇的行政区域。

## 行政区划
九龙乡撤销前下辖以下地区：
九龙村、太安村、顺丰村、极观村、应龙村、七星村、石城村、龙云村和小观村。